# (3267) Glo
Pour les articles homonymes, voir Glo.
(3267) Glo est un astéroïde de la ceinture principale aréocroiseur.

## Description
(3267) Glo est un astéroïde aréocroiseur. Il fut découvert par Edward L. G. Bowell le 3 janvier 1981 à Flagstaff (Observatoire Lowell). Il présente une orbite caractérisée par un demi-grand axe de 2,32 UA, une excentricité de 0,29 et une inclinaison de 24,01° par rapport à l'écliptique.
Il fut nommé en hommage à Eleanor Francis Helin, astronome au JPL, connue pour avoir consacré sa carrière professionnelle à la quête des planètes mineures.

## Compléments